# Phil Housley
Phillip Francis Housley, detto Phil (Saint Paul, 9 marzo 1964), è un allenatore di hockey su ghiaccio ed ex hockeista su ghiaccio statunitense, dal 2017 allenatore dei Buffalo Sabres.

## Palmarès

### Olimpiadi
- Argento a Salt Lake City 2002.

### World Cup
- Oro nel 1996.